# Quellón
Quellon är en kommun i Chile.   Den ligger i provinsen Provincia de Chiloé och regionen Región de Los Lagos, i den södra delen av landet, 1 100 km söder om huvudstaden Santiago de Chile.
I omgivningarna runt Quellon växer i huvudsak städsegrön lövskog. Runt Quellon är det glesbefolkat, med 9 invånare per kvadratkilometer.